# Јорктаун Хајтс (Њујорк)
Јорктаун Хајтс (енгл. Yorktown Heights) насељено је место без административног статуса у америчкој савезној држави Њујорк.

## Демографија
По попису из 2010. године број становника је 1.781, што је 6.191 (-77,7%) становника мање него 2000. године.
| Група             | 2000.         | 2010.         |
| Белци             | 6.890 (86,4%) | 1.470 (82,5%) |
| Афроамериканци    | 192 (2,4%)    | 50 (2,8%)     |
| Азијати           | 374 (4,7%)    | 97 (5,4%)     |
| Хиспаноамериканци | 446 (5,6%)    | 146 (8,2%)    |
| Укупно            | 7.972         | 1.781         |